# Järnmyrtjärnarna (Malå socken, Lappland, 724936-164933)
Järnmyrtjärnarna är en sjö i Malå kommun i Lappland och ingår i Skellefteälvens huvudavrinningsområde.